# Simon Gegenheimer
Simon Gegenheimer (ur. 17 grudnia 1988 w Karlsruhe) – niemiecki kolarz górski, dwukrotny medalista mistrzostw świata oraz zdobywca Pucharu Świata.

## Kariera
Pierwszy sukces w karierze Simon Gegenheimer osiągnął w 2013 roku, kiedy zdobył złoty medal w konkurencji cross-country eliminator podczas mistrzostw kraju. Rok wcześniej wystąpił na mistrzostwach świata MTB w Leogang, gdzie w tej samej konkurencji zajął siódme miejsce. Niedługo później, 24 maja 2013 roku, po raz pierwszy w karierze stanął na podium zawodów Pucharu Świata w kolarstwie górskim. W eliminatorze zajął tam trzecie miejsce, za Brytyjczykiem Kentą Gallagherem i swym rodakiem Christianem Pfäffle. W sezonie 2013 Gegenheimer zwyciężył także w ostatnich zawodach, 12 września w Hafjell. W klasyfikacji końcowej zajął ostatecznie drugie miejsce, za Austriakiem Danielem Federspielem, a przed Belgiem Fabrice'em Melsem. Wynik ten powtórzył w sezonie 2014, plasując się za Melsem, a przed Federspielem. Nie brał udziału w igrzyskach olimpijskich.